# Simolândia
Simolândia é um município brasileiro do Estado de Goiás.

## História
Simolândia emancipou-se em 1987, desmembrada do município de Posse, aprovado pela Assembleia Legislativa de Goiás e sancionado pelo então Governador Henrique Santillo. 
Fruto de um anseio popular, por estar distante de sua cidade-mãe e carecer de apoio político, teve sua reivindicação garantida, tornando-se município. Teve como primeiro prefeito o Sr. Anízio Magalhães e vice-prefeito Orcine Vicente de Lima, eleitos pelo voto popular em 1988 e empossados dia 01 de janeiro 1989. 
Simolândia era chamada antigamente de Nova Posse.[carece de fontes?]

## Geografia
Sua população estimada em 2021 foi de 6.895 habitantes. Está a margem direita do Rio Corrente, tem como vizinho imediato a cidade de Alvorada do Norte, que se situa a margem esquerda do Rio Corrente. 
Simolândia foi incluída na Região Integrada de Desenvolvimento do Distrito Federal e Entorno, a partir da Lei Complementar n° 163, de 14 de junho de 2018. Outros 11 municípios limítrofes a região integrada de desenvolvimento econômico original também foram adicionados, sob o argumento de que apresentam uma forte ligação socioeconômica com o Distrito Federal.

## Economia
As principais atividades do Município são a agropecuária e o comércio. 

## Turismo
Possui como atração turística o Rio que margeia o Município e toda sua área urbana, onde se pode descer em boias improvisadas de câmara de ar.